# Мне было девятнадцать
«Мне было девятнадцать» (нем. Ich war neunzehn) — кинофильм режиссёра Конрада Вольфа, немца по происхождению, прошедшего Великую Отечественную войну в рядах Красной Армии. Фильм вышел на экраны в 1968 году. Сюжет картины основан на личном опыте режиссёра. Фильм включён в список ста важнейших лент немецкого кино.

## Сюжет
19-летний Грегор Хеккер вырос в Москве: его родители много лет назад бежали из Германии, спасаясь от преследований нацистского режима. Действие фильма происходит в апреле — мае 1945 года, когда юноша в рядах Красной Армии участвовал в боях на территории своей незнакомой родины. Первым ответственным заданием лейтенанта Хеккера становится служба в качестве военного коменданта городка Бернау. Далее он участвует в переговорах по поводу сдачи советским войскам цитадели Шпандау и работает на одном из пунктов, где разрозненные группы немецких солдат могут сдать оружие.

## В ролях
- Йекки Шварц — Грегор Хеккер
- Василий Ливанов — Вадим Гейман (прототип — Владимир Галл[2])
- Алексей Эйбоженко — Саша Цыганюк
- Галина Польских — советская девушка
- Йенни Грёлльман — немецкая девушка
- Михаил Глузский — советский генерал
- Анатолий Соловьёв — старшина
- Кальмурза Рахманов — Чингиз
- Йоханнес Вике — комендант крепости
- Рольф Хоппе — майор Беринг
- Дитер Ман — Вилли Ломмер